# Рагенольд
Рагенольд (*Ragenold, д/н —бл. 925) — правитель Бретані у 913—925 роках.

## Життєпис
Про походження нічого невідомо. Напевне належав до норманської знаті. У 913—914 роках брав участь у походах проти Гурмаелона, володаря Бретані. Разом з морськими конунгами Оттаром і Хроальдом. У 914 році нормани захопили Бретань. Сам Рагенольд укріпився в Нанті. У 919 році став володарем усієї Бретані. Того ж року завдав поразки Фулько I, графу Анжу.
У 921 році завдав поразки Роберту I, королю Франції. Протягом 922—923 років успішно діяв проти Гуго Великого, графа Паризького, та Вільгельма II, герцога Аквітанського, інших аристократів, прийшовши на заклик короля Карла III Простокуватого, спустошивши долину річки Уаза.
Також ходив походом до Бургундії. 924 року завдав поразки коаліції Манасії II, графа Санса, Йоселіна, єпископа Лангра, Ансегіса, графа Труа. У 925 році помер від хвороб (за іншими відомостями жив до 930 року, але не брав участі у походах). Новим норманським володарем став Фелекан.